# William Robert Broughton
William Robert Broughton (22. května 1762 Gloucestershire – 14. března 1821 Florencie) byl britským důstojníkem Královského námořnictva. Jako podporučík nastoupil v roce 1774 na šalupu Falcon. Účastnil se námořního útoku na Bunker Hill (17. června 1775). Byl zajat u Cape Ann a v prosinci 1776 Američany vyměněn.
Jako poručík britského Královského námořnictva velel HMS Chatham, která se účastnila námořní výzkumné výpravy vedené kapitánem Georgem Vancouverem v letech 1791 až 1793. Výzkumná plavba HMS Chatham a HMS Discovery vedla Tichým oceánem – především podél severozápadního pobřeží Severní Ameriky. Při plavbě východní cestou, kolem Afriky, Austrálie a Nového Zélandu, objevila posádka v listopadu 1791 Chathamské ostrovy. V říjnu 1792, při průzkumu severozápadního pobřeží Severní Ameriky, nařídil Vancouver Broughtonovi prozkoumat dolní povodí Columbie v dnešních státech Oregon a Washington. Broughtonova posádka se plavila na několika lodích protiproudu až ke Columbia River Gorge. Dne 30. října 1792 dosáhli nejvzdálenějšího místa na Columbii a přistáli ve východní části dnešního Multnomah County východně od Portlandu a severozápadně od Mount Hood. Broughton pojmenoval Mount Hood po Vikomtu Samuelu Hoodovi, admirálovi britské flotily.
Stát Oregon umístil u silnice I-84 v Columbia Gorge, kde Broughton v roce 1792 přistál, pamětní desku.